# Rajnishpuram
Rajnishpuram (en inglés: Rajneeshpuram; en hindi: रजनीशपुरम) fue una comunidad intencional en el condado de Wasco (Oregón, Estados Unidos), brevemente incorporada como ciudad en los años ochenta, la cual fue poblada por los seguidores del maestro espiritual Osho, para ese entonces conocido como Bhagwan Shri Rajnísh.

## Historia
La ciudad fue ubicada sobre un terreno de 259 km², a unos 190 km al sudeste de Portland, cerca de Antelope (Oregón).
El terreno fue comprado por 5,75 millones de dólares (30 veces por encima de su valor estimado).
Osho vivió en este lugar entre agosto de 1980 y noviembre de 1985. Durante estos cinco años Rajnishpuram se convirtió en un ambicioso experimento, al crear una comunidad basada en la espiritualidad. Cada festival anual de verano atraía más de 15.000 visitantes de Europa, Asia, Sudamérica y Australia. Finalmente la comuna se convirtió en una próspera ciudad con una población anual estable de 5.000 personas.
Osho decía:

Una comuna debe vivir de forma que se vaya haciendo más y más rica, que no superproduzca gente… La superproducción crea mendigos, crea huérfanos, y una vez que hay huérfanos hay más Madres Teresas. Mi ashram es absolutamente diferente [a los ashram indios] porque la gente aquí baila, canta, se toma de la mano, se abraza, se quiere, goza. Éste no es el concepto oriental de un ashram, que tiene que ser un lugar absolutamente triste, más como un cementerio que como un jardín.
Rajnísh (Osho)

. 
Varias iglesias cristianas de Estados Unidos unieron su ortodoxia ante el reto a sus creencias tradicionales de este "Mesías del Oriente". Se levantaron acusaciones contra la comuna por su uso de drogas, su promiscuidad sexual y finalmente por varios delitos.
Ninguna de ellas fue considerada o llevada a juicio, pero produjo suficiente material para escritores de ficción como John Updike que basó su novela S en la comuna.
El gobierno de Estados Unidos siempre ha considerado sospechosas las comunas religiosas.
Rajnishpuram llegó a ser la mayor y más próspera de ellas, atrayendo seguidores entre la gente rica y famosa. La ciudad tenía sus propios teatros, restaurantes, salones de belleza, escuelas, cuerpos de policía y bomberos, piscinas: era un pueblo modelo, vigilado de cerca por la Iglesia y el Gobierno.
Sin embargo, la ciudad comenzó a tener conflictos con el Estado de Oregón. David B. Frohnmayer, fiscal general, denunció que la ciudad era esencialmente un brazo de una organización religiosa, y que su incorporación legal como ciudad violaba las leyes de Oregón y Estados Unidos en el principio constitucional de "la separación de la iglesia y el estado".
El pleito fue ganado por el Estado de Oregón, invalidando la incorporación de la ciudad en 1983, bloqueando todos los esfuerzos para mantener legalmente la ciudad.
Después de múltiples apelaciones, fue desincorporada.
Osho fue acusado de 35 cargos de representación fraudulenta por incumplir las leyes de inmigración y por contrabando. Tras permanecer arrestado y retenido en prisión durante 17 días, fue deportado a India en 1985. Este hecho desmotivó grandemente a sus seguidores y Rajnishpuram fue vendida.